# Erik Lamela
Erik Manuel Lamela (phát âm tiếng Tây Ban Nha: [ˈeɾik laˈmela]; sinh ngày 4 tháng 3 năm 1992) là một cầu thủ bóng đá chuyên nghiệp người Argentina hiện đang chơi ở vị trí tiền đạo cánh phải hoặc tiền vệ tấn công cho câu lạc bộ AEK Athens ở Super League Greece và đội tuyển quốc gia Argentina.

## Sự nghiệp câu lạc bộ

### River Plate
Lamela đến với bóng đá tại câu lạc bộ River Plate vào ngày 14 tháng 6 năm 2009 ở trận đấu với Tigre,vào sân ở phút thứ 80.Anh ghi bàn thắng đầu tiên cho câu lạc bộ vào ngày 5 tháng 12 năm 2010, trong trận đấu với Colón. Lamela thường xuyên được đứng trong đội hình chính thức trong mùa giải 2010-11

### Roma

#### Mùa giải 2011-2012
Ngày 6 tháng 8 năm 2011,Lamela gia nhập câu lạc bộ của Ý A.S. Roma với mức phí 12 triệu €, bản hợp đồng có thời hạn 5 năm.Ngoài ra, chế độ về lương bổng của anh cũng sẽ được tăng tiến dần theo thời gian. Ngày 23 tháng 10,anh ghi bàn thắng đầu tiên của mình tại Serie A vào lưới Palermo

#### Mùa giải 2012-2013
Anh bắt đầu mùa giải 2012-2013 một cách rất ấn tượng,bàn thắng đầu tiên của mùa giải được ghi vào lưới Bologna.Lamela có một phong độ tuyệt vời trong tháng mười và tháng mười một,ghi được bảy bàn thắng trong 6 trận đấu,trong đó có cú đúp vào lưới Udinese.
Anh kết thúc mùa giải với 15 bàn thắng trong 33 trận đấu,đứng vị trí thứ 5 trong danh sách vua phá lưới Serie A và thứ 2 trong danh sách những cầu thủ ghi nhiều bàn thắng nhất cho Roma(Sau Osvaldo với 16 bàn).

### Tottenham Hotspur
Ngày 29 tháng 8 năm 2013,anh chuyển tới câu lạc bộ Tottenham với mức phí chuyển nhượng 30 triệu €, biến anh thành cầu thủ đắt giá nhất lịch sử câu lạc bộ,vượt qua cả Roberto Soldado và Paulinho. Anh có trận đấu đầu tiên vào ngày 1 tháng 9, trong trận derby thành Luân Đôn với Arsenal tại sân Emirates, vào sân từ ghế dự bị thay cho Andros Townsend vào phút thứ 75 của trận đấu.

### Sevilla F.C
Érik Lamela đã chuyển sang câu lạc bộ Sevilla F.C trong thỏa thuận với hợp đồng Bryan Gil của Tottenham Hotspur với đội bóng Tây Ban Nha.

## Sự nghiệp đội tuyển quốc gia
Lamela được gọi vào đội U20 Argentina để tham dự Giải vô địch bóng đá U-20 thế giới.
Anh có trận đấu đầu tiên cho Đội tuyển quốc gia Argentina vào ngày 25 tháng 5 năm 2011 trong trận đấu giao hữu với Paraguay.

## Thống kê sự nghiệp

### Câu lạc bộ
Tính đến 12 tháng 1 năm 2025
| Câu lạc bộ          | Mùa giải            | Giải đấu                   | Giải đấu | Giải đấu | Cúp quốc gia | Cúp quốc gia | Cúp liên đoàn | Cúp liên đoàn | Châu lục | Châu lục | Khác | Khác | Tổng cộng | Tổng cộng |
| Câu lạc bộ          | Mùa giải            | Hạng đấu                   | Trận     | Bàn      | Trận         | Bàn          | Trận          | Bàn           | Trận     | Bàn      | Trận | Bàn  | Trận      | Bàn       |
| ------------------- | ------------------- | -------------------------- | -------- | -------- | ------------ | ------------ | ------------- | ------------- | -------- | -------- | ---- | ---- | --------- | --------- |
| River Plate         | 2008–09             | Argentine Primera División | 1        | 0        | 0            | 0            | —             | —             | —        | —        | —    | —    | 1         | 0         |
| River Plate         | 2009–10             | Argentine Primera División | 1        | 0        | 0            | 0            | —             | —             | 0        | 0        | —    | —    | 1         | 0         |
| River Plate         | 2010–11             | Argentine Primera División | 34       | 4        | 0            | 0            | —             | —             | —        | —        | —    | —    | 34        | 4         |
| River Plate         | Tổng cộng           | Tổng cộng                  | 36       | 4        | 0            | 0            | —             | —             | 0        | 0        | —    | —    | 36        | 4         |
| Roma                | 2011–12             | Serie A                    | 29       | 4        | 2            | 2            | —             | —             | —        | —        | —    | —    | 31        | 6         |
| Roma                | 2012–13             | Serie A                    | 33       | 15       | 3            | 0            | —             | —             | —        | —        | —    | —    | 36        | 15        |
| Roma                | Tổng cộng           | Tổng cộng                  | 62       | 19       | 5            | 2            | —             | —             | —        | —        | —    | —    | 67        | 21        |
| Tottenham Hotspur   | 2013–14             | Premier League             | 9        | 0        | 0            | 0            | 2             | 0             | 6        | 1        | —    | —    | 17        | 1         |
| Tottenham Hotspur   | 2014–15             | Premier League             | 33       | 2        | 1            | 0            | 4             | 1             | 8        | 2        | —    | —    | 46        | 5         |
| Tottenham Hotspur   | 2015–16             | Premier League             | 34       | 5        | 2            | 0            | 0             | 0             | 8        | 6        | —    | —    | 44        | 11        |
| Tottenham Hotspur   | 2016–17             | Premier League             | 9        | 1        | 0            | 0            | 2             | 1             | 3        | 0        | —    | —    | 14        | 2         |
| Tottenham Hotspur   | 2017–18             | Premier League             | 25       | 2        | 6            | 2            | 0             | 0             | 2        | 0        | —    | —    | 33        | 4         |
| Tottenham Hotspur   | 2018–19             | Premier League             | 19       | 4        | 1            | 0            | 4             | 1             | 9        | 1        | —    | —    | 33        | 6         |
| Tottenham Hotspur   | 2019–20             | Premier League             | 25       | 2        | 4            | 1            | 1             | 0             | 5        | 1        | —    | —    | 35        | 4         |
| Tottenham Hotspur   | 2020–21             | Premier League             | 23       | 1        | 2            | 1            | 2             | 1             | 8        | 1        | —    | —    | 35        | 4         |
| Tottenham Hotspur   | Tổng cộng           | Tổng cộng                  | 177      | 17       | 16           | 4            | 15            | 4             | 49       | 12       | —    | —    | 257       | 37        |
| Sevilla             | 2021–22             | La Liga                    | 20       | 5        | 0            | 0            | —             | —             | 4        | 0        | —    | —    | 24        | 5         |
| Sevilla             | 2022–23             | La Liga                    | 32       | 6        | 4            | 1            | —             | —             | 13       | 2        | —    | —    | 49        | 9         |
| Sevilla             | 2023–24             | La Liga                    | 13       | 2        | 2            | 0            | —             | —             | 3        | 0        | 1    | 0    | 19        | 2         |
| Sevilla             | Tổng cộng           | Tổng cộng                  | 65       | 13       | 6            | 1            | —             | —             | 20       | 2        | 1    | 0    | 92        | 16        |
| AEK Athens          | 2024–25             | Super League Greece        | 12       | 1        | 4            | 1            | —             | —             | 2        | 0        | —    | —    | 18        | 2         |
| Tổng cộng sự nghiệp | Tổng cộng sự nghiệp | Tổng cộng sự nghiệp        | 352      | 54       | 31           | 8            | 15            | 4             | 71       | 14       | 1    | 0    | 470       | 80        |

1. 1 2 3 4  Số lần ra sân tại UEFA Europa League
2. 1 2 3 4 5 6  Số lần ra sân tại UEFA Champions League
3. ↑  Năm lần ra sân tại UEFA Champions League, tám lần ra sân và hai bàn thắng tại UEFA Europa League
4. ↑  Ra sân tại UEFA Super Cup
5. ↑  Số lần ra sân tại UEFA Conference League

### Đội tuyển quốc gia
| Đội tuyển quốc gia | Năm  | Trận | Bàn |
| ------------------ | ---- | ---- | --- |
| Argentina          | 2011 | 1    | 0   |
| Argentina          | 2013 | 5    | 0   |
| Argentina          | 2014 | 4    | 1   |
| Argentina          | 2015 | 5    | 0   |
| Argentina          | 2016 | 8    | 2   |
| Argentina          | 2018 | 2    | 0   |
| Tổng               | Tổng | 25   | 3   |

### Bàn thắng quốc tế
| #  | Ngày                | Địa điểm                                  | Đối thủ   | Bàn thắng | Kết quả | Giải đấu                |
| -- | ------------------- | ----------------------------------------- | --------- | --------- | ------- | ----------------------- |
| 1. | 3 tháng 9 năm 2014  | Esprit Arena, Düsseldorf, Đức             | Đức       | 2–0       | 4–2     | Giao hữu                |
| 2. | 14 tháng 6 năm 2016 | CenturyLink Field, Seattle, Hoa Kỳ        | Bolivia   | 1–0       | 3–0     | Copa América Centenario |
| 3. | 18 tháng 6 năm 2016 | Sân vận động Gillette, Foxborough, Hoa Kỳ | Venezuela | 4–1       | 4–1     | Copa América Centenario |

## Danh hiệu
Roma
- Coppa Italia á quân: 2012–13[10]

Tottenham Hotspur
- EFL Cup á quân: 2014–15,[22] 2020–21[23]
- UEFA Champions League á quân: 2018–19[24]

Sevilla
- UEFA Europa League: 2022–23[25]

Argentina
- Copa América á quân: 2015, 2016[10]

Cá nhân
- Bàn thắng đẹp nhất tháng Giải bóng đá Ngoại Hạng Anh: Tháng 3 năm 2021[26]
- Bàn thắng đẹp nhất mùa Giải bóng đá Ngoại Hạng Anh: 2020–21[27]
- FIFA Puskas Award: 2021[28]